# Entropie economică
Entropia economică,  este un proces complex de degradare continuă și iremediabilă a potențialului de resurse existente, ca și crearea unei dezorganizări. Este un termen conținut în teoria termoeconomică.

## Concept
Degradarea entropică este un proces care are loc în timp, cu o viteză mai mare sau mai mică, facând vizibilă reducerea resurselor.
În timp ce în natură procesul de entropie se produce de la sine, procesul economic este direct dependent de activitatea umană în care consumul de bunuri atrage după sine entropia, adică degradarea, prin producerea de deșeuri și prin disfuncționalitățile ce survin în acest proces.

## Teoria bioeconomică
Entropia economică a fost explicată în lucrarea The Entropy Law and the Economic Process (Legea entropiei și procesul economic) publicată în 1971 de Nicholas Georgescu-Roegen, fondatorul teoriei bioeconomice.
Nicolae Georgescu-Roegen afirma că “Procesul economic este, clar, entropic și nu mecanicist. Și pentru că legea entropiei domină toate transformările materiale, acest proces se dezvoltă într-un mod ireversibil. Epuizarea resurselor nu poate fi controlată și o bună parte a deșeurilor rămân deșeuri de nefolosit. Această simplă afirmație conține germenele “penuriei” văzută din perspectivă ecologică globală”. 